# Église catholique au Maroc
L'Église catholique au Maroc (en arabe : « الكنيسة الكاثوليكية في المغرب, Alkanisat alkathulikiat fi Almaghrib »), désigne l'organisme institutionnel et sa communauté locale ayant pour religion le catholicisme au Maroc.
L'Église au Maroc comporte deux archidiocèses qui ne sont pas soumis à une juridiction nationale au sein d'une église nationale mais sont soumis à la juridiction universelle du pape, évêque de Rome, au sein de l'« Église universelle ».
Les deux archidiocèses, dont les sièges sont à Tanger et à Rabat, rassemblent toutes les paroisses du territoire du Maroc.
En étroite communion avec le Saint-Siège, les évêques des diocèses au Maroc sont membres de la Conférence des évêques de la région Nord de l'Afrique, qui réunit les épiscopats du Maroc, de l'Algérie, de la Tunisie et de la Libye.
L'Église catholique est autorisée par la constitution du Maroc.
L'Église catholique est une communauté religieuse minoritaire au Maroc, forte d'environ 25 000 membres en 2018, pour une population globale de près de 38 millions de Marocains en 2022, soit 0,065 %.

## Législation en matière religieuse
La religion d'État du Maroc est l'Islam.

Carte du droit à l'apostasie par pays dans le monde.

Deux articles de la constitution encadrent la liberté de religion autorisant ainsi l'Église catholique :
- article 1er[5] : « la nation s'appuie dans sa vie collective sur des constantes fédératrices, en l'occurrence la religion musulmane ».
- article 3[6] : « L'Islam est la religion de l'État, qui garantit à tous le libre exercice des cultes ».

En 2017, le Conseil supérieur des oulémas du Maroc a décrété que seuls ceux qui « trahissent leur pays » sont passibles de la peine de mort et non plus les apostats qui changent de religion.

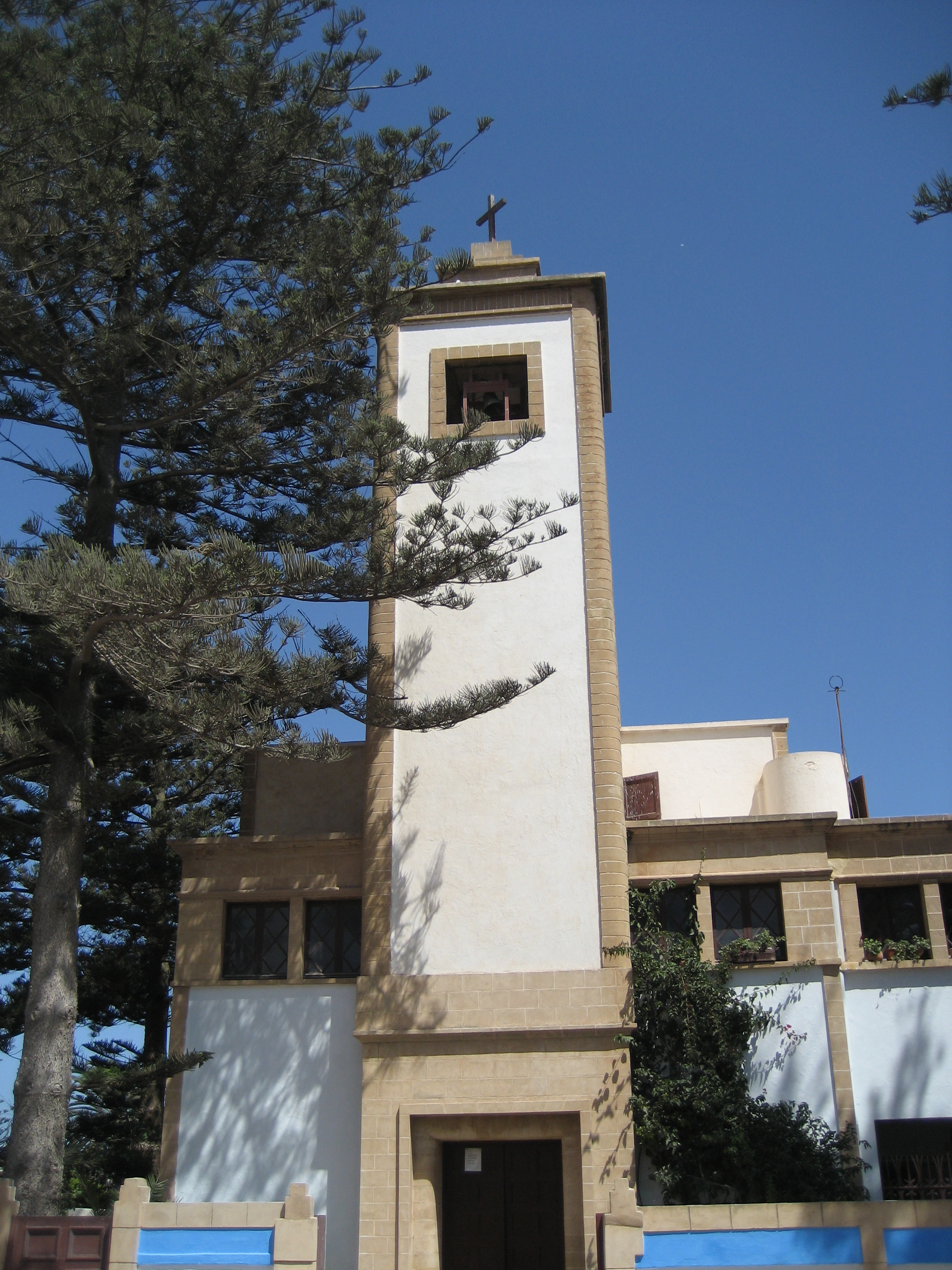
Église Notre-Dame-de-l'Assomption d'Essaouira.
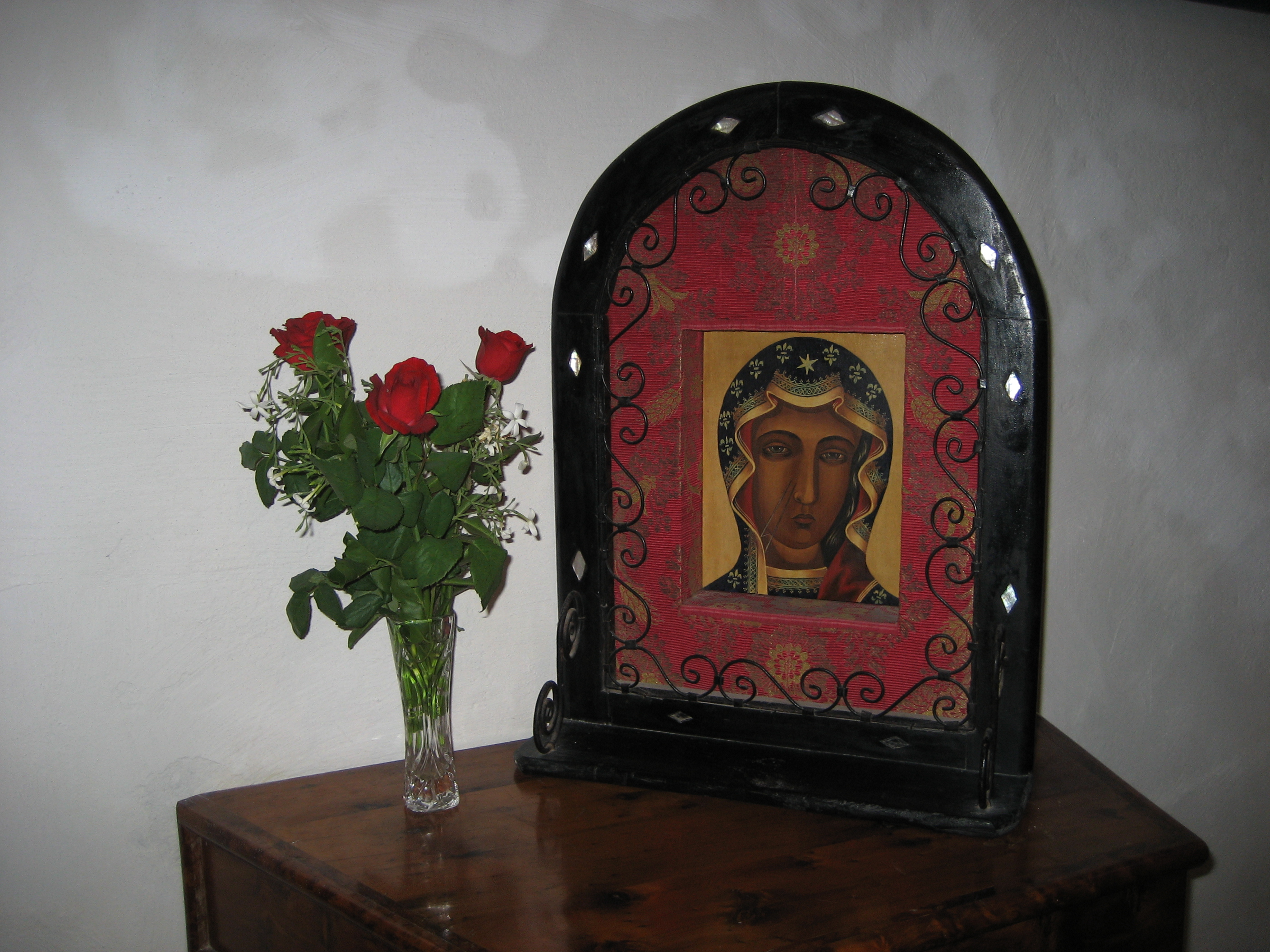
Icône de la Vierge Marie à Essaouira.
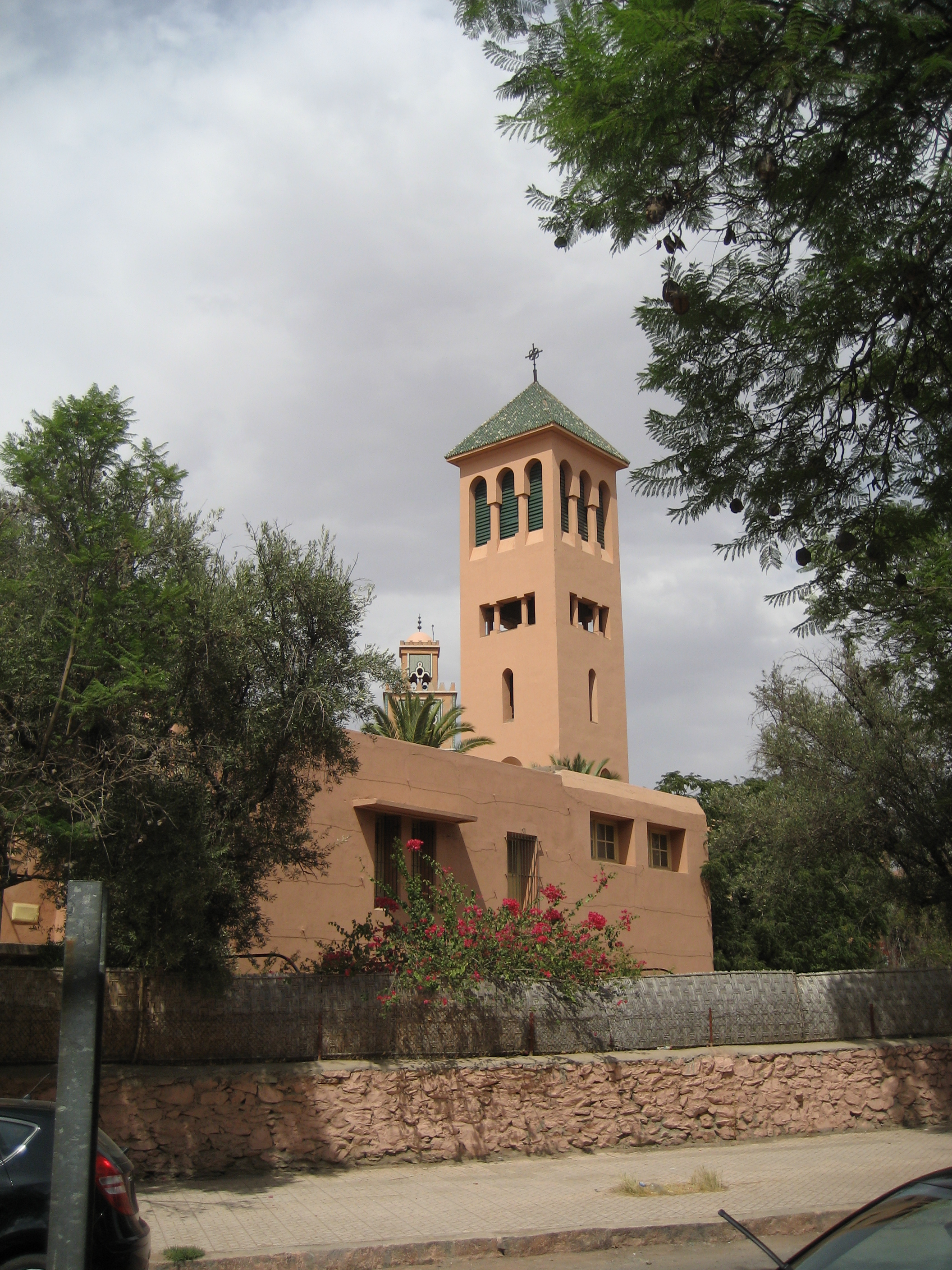
Église des Saints-Martyrs de Marrakech.
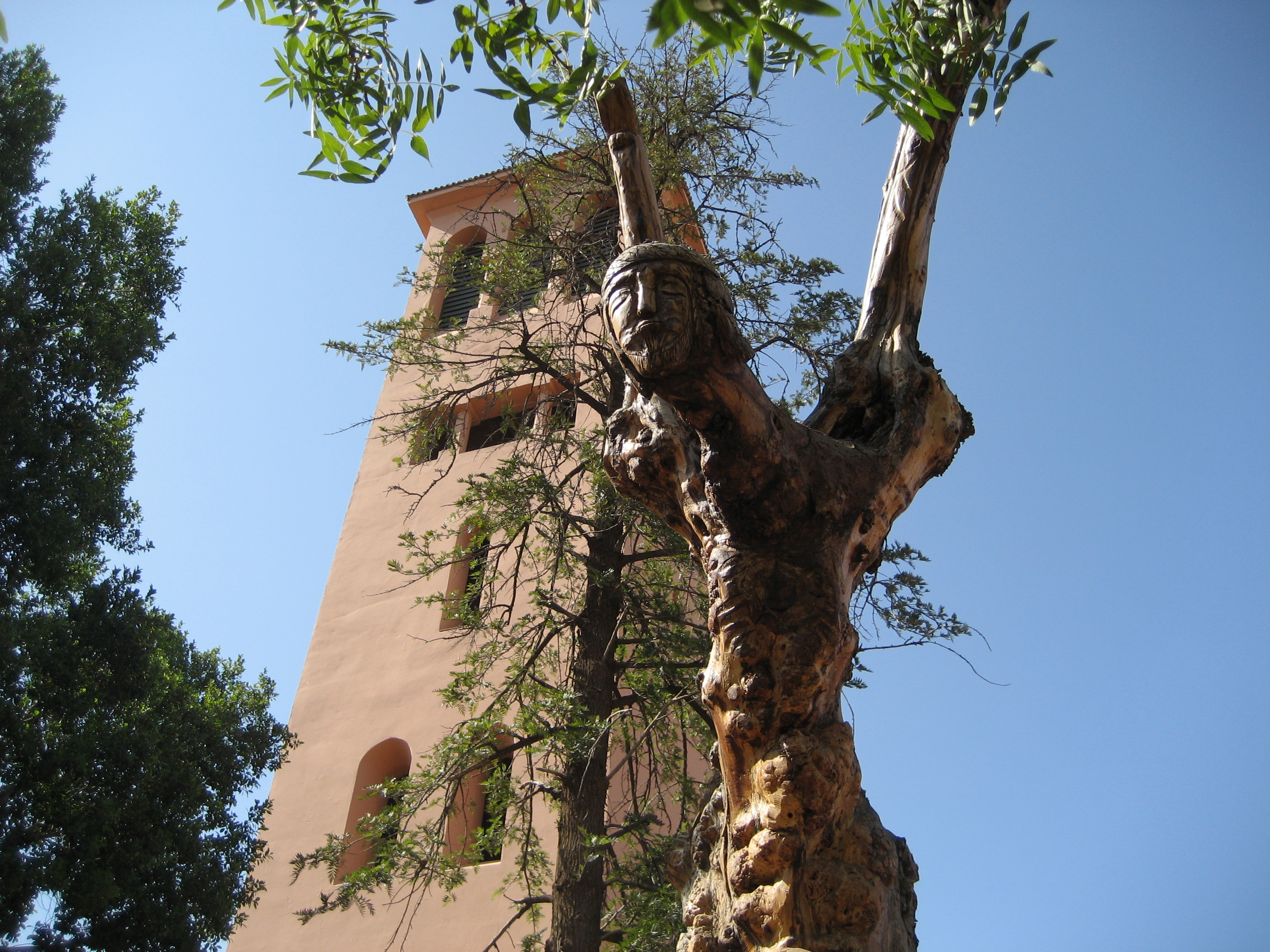
Statue de Jésus (Marrakech).
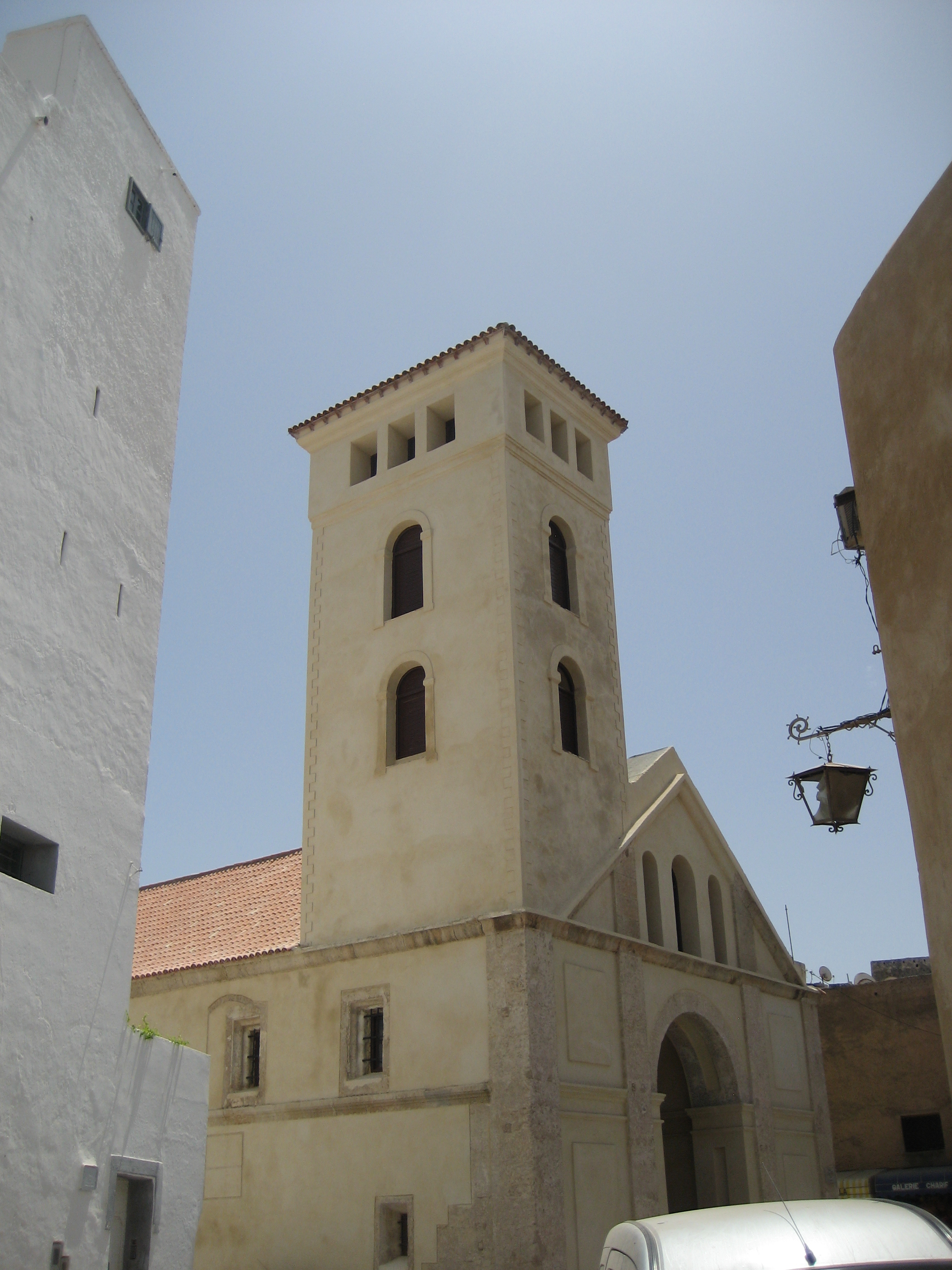
Église Notre-Dame-de-l'Assomption d'El Jadida.

## Les cathédrales et églises

### Archidiocèse de Tanger
- Tanger :
  - Paroisse du Saint-Esprit
  - Cathédrale Notre-Dame-de-l'Assomption

- Al Hoceïma:
  - Église San José

- Tétouan:
  - Église Notre-Dame-des-Victoires  de Tétouan

### Archidiocèse de Rabat
- Rabat :
  - Cathédrale Saint-Pierre
  - Église Saint-Pie-X
  - Église Saint-François-d'Assise
  - Église Notre-Dame de-la-Paix

- Agadir :
  - Église Sainte-Anne

- Aïn Beni Mathar :
  - Église catholique de Beni Mathar

- Assilah :
  - Église catholique de Asilah

- Azrou :
  - Église Saint Cyperiène

- Béni Mellal :
  - Église catholique de Béni Mellal

- Berkane :
  - Église catholique de Berkane

- Berrechid :
  - Église catholique de Berrchid

- Bouznika :
  - Église catholique de Bouznika

- Casablanca :
  - Église Notre-Dame-de-Lourdes
  - Église Anfa-Maarif
  - Église Carmel Saint-Joseph
  - Église du Christ-Roi
  - Église Saint-François-d'Assise
  - Église du Sacré-Cœur (désacralisée)
  - Église Saint-Jacques

- Chefchaouen :
  - Église Clochette Chefchaouni

- Dakhla :
  - Église catholique de Dakhla (dépend de la préfecture apostolique de Laayoune)

- El Jadida :
  - Église Notre-Dame-de-l'Assomption d'El Jadida
  - Église Saint-Bernard

- El Marsa (Laâyoune) :
  - Église Sainte-Marie

- Essaouira
  - Église Notre-Dame-de-l'Assomption d'Essaouira

- Fès :
  - Église Saint-François-d'Assise

- Figuig :
  - Église catholique de Figuig

- Ifrane :
  - Église catholique d'Ifrane

- Khouribga :
  - Église catholique de Khouribga

- Ksar El Kébir :
  - Église catholique de El Kébir

- Larache :
  - Église catholique de Larache

- Laâyoune :
  - Cathédrale de Laayoune  (Préfecture apostolique)

- Marrakech :
  - Église des Saints-Martyrs de Marrakech

- M'diq :
  - Église catholique de M'diq

- Meknès :
  - Église Notre-Dame-des-Oliviers

- Midelt :
  - Église catholique de Midelt

- Mohammédia :
  - Église Saint-Jacques
  - Église de l'Assomption (désacralisée)

- Nador :
  - Église Santiago El Mayore

- Oualidia :
  - Église catholique d'Oualidia

- Ouarzazate :
  - Église Sainte-Thérèse

- Oued Zem :
  - Église catholique de Oued Zem

- Ouezzane :
  - Église catholique de Ouezzane

- Oujda :
  - Église Saint-Louis d'Ajou
  - Église Saint-Antoine-de-Padoue d'Oujda

- Oulmes :
  - Église catholique de Oulmes

- Saïdia :
  - Église catholique de Saidia

- Safi :
  - Église Saint-Vincent-de-Paul

- Salé:
  - Ancienne église du quartier du Rmel

- Séfrou :
  - Église catholique de Sefrou

- Settat :
  - Église paroisiale de Settat

- Sidi Ifni :
  - Église catholique de Sidi Ifni

- Sidi Kacem :
  - Église catholique de Sidi Kacem

- Sidi Slimane :
  - Église catholique Sidi Slimane

- Skhirat :
  - Église catholique de Skhirat

- Taroudant :
  - Église catholique de Taroudant

- Yousoufia :
  - Église Ancienne de Yousoufia

## Personnalités
- Marcel le Centurion (?-298)
- Franciscains martyrs du Maroc (1220)
- Léon l'Africain (vers 1494-1555)
- Albert Peyriguère (1883-1959)
- Charles-André Poissonnier (1897-1938)
- Jean Mohamed Ben Abdejlil (1904-1979)
- Hubert Michon (1927-2004)
- Vincent Landel (1941-)
- Dominique Mamberti (1952-)
- Cristóbal López Romero (1952-)
- Malika Oufkir (1953-)

### Articles et catégories associés
- Christianisme au Maghreb
- Christianisme au Maroc
- Liste des cathédrales du Maroc
- Églises au Maroc
- Édifices religieux au Maroc
- Cimetières au Maroc
- Cimetière européen de M'Sik (es) (Casablanca)
- Conférence des évêques de la région Nord de l'Afrique (1966)